# Boaz (Alabama)
Pour les articles homonymes, voir Boaz (homonymie).
Boaz est une ville des comtés d'Etowah et de Marshall, en Alabama, aux États-Unis.
Elle fait partie de l'agglomération de Gadsden.

## Démographie
| 1900 | 1910  | 1920  | 1930  | 1940  | 1950  | 1960  | 1970  |
| ---- | ----- | ----- | ----- | ----- | ----- | ----- | ----- |
| 253  | 1 010 | 1 369 | 1 691 | 1 927 | 3 078 | 4 654 | 5 635 |

| 1980  | 1990  | 2000  | 2010  | - | - | - | - |
| ----- | ----- | ----- | ----- | - | - | - | - |
| 7 151 | 6 928 | 7 411 | 9 551 | - | - | - | - |